# Bojan Popović
Bojan Popović (in serbo Бојан Поповић?; Belgrado, 13 febbraio 1983) è un ex cestista serbo.

## Carriera
Con la Serbia e Montenegro ha disputato i Campionati mondiali del 2006.
Con la Serbia ha disputato i Campionati europei del 2009.

## Palmarès

### Squadra

#### Titoli nazionali
- Campionato rumeno: 1

Asesoft Ploiesti: 2013-14
- Coppa di Serbia e Montenegro: 2

FMP Železnik: 2003, 2005
- Coppa di Bulgaria: 1

Academic Sofia: 2013

#### Titoli internazionali
- Lega Adriatica: 1

FMP Železnik: 2003-04
- ULEB Cup: 1

Dinamo Mosca: 2005-06

### Individuale
- MVP Coppa di Serba e Montenegro: 1

FMP Železnik: 2005